# Nauwalde
Nauwalde is een ortsteil van de Duitse stad Gröditz in de deelstaat Saksen, en maakt deel uit van de Landkreis Meißen. Nauwalde was tot de opheffing op 1 januari 2013 een zelfstandige gemeente en maakte deel uit van de Verwaltungsgemeinschaft Gröditz.